# Nguyệt Viên
Nguyệt Viên là một phường thuộc tỉnh Thanh Hóa, Việt Nam.
Được thành lập ngày 16 tháng 6 năm 2025 trên cơ sở các phường phía đông bắc của thành phố Thanh Hóa, phường Nguyệt Viên chính thức hoạt động từ ngày 1 tháng 7 năm 2025.

## Địa lý
Phường Nguyệt Viên nằm ở trung tâm vùng đồng bằng phía đông của tỉnh Thanh Hóa, thuộc tả ngạn sông Mã, có vị trí địa lý:
- Phía bắc giáp các xã Hoằng Giang, Hoằng Sơn
- Phía đông giáp các xã Hoằng Hóa, Hoằng Lộc
- Phía tây và phía nam giáp các phường Hạc Thành, Hàm Rồng, Quảng Phú lấy sông Mã làm ranh giới chủ yếu.

Phường Nguyệt Viên có diện tích tự nhiên 22,30 km², quy mô dân số năm 2024 là 34.399 người, mật độ dân số đạt 1.543 người/km².

## Lịch sử
Địa giới hành chính phường Nguyệt Viên trước đây vốn là các phường thuộc tả ngạn sông Mã, nằm về phía đông bắc của thành phố Thanh Hóa.
Ngày 16 tháng 6 năm 2025, thành phố Thanh Hóa bị giải thể do bỏ cấp huyện; phường Nguyệt Viên được thành lập theo Nghị quyết số 1686/NQ-UBTVQH15 của Ủy ban Thường vụ Quốc hội trên cơ sở sáp nhập toàn bộ diện tích tự nhiên và quy mô dân số của 4 phường Tào Xuyên, Long Anh, Hoằng Quang, Hoằng Đại từng thuộc thành phố Thanh Hóa.
Phường này chính thức hoạt động từ ngày 1 tháng 7 năm 2025, là đơn vị hành chính trực thuộc tỉnh Thanh Hóa.

## Hành chính
Phường Nguyệt Viên có 32 tổ chức tự quản. Dưới đây là danh sách các tổ chức tự quản theo địa giới từng phường cũ:
| Mã    | Tên phường  | Hành chính    | Hành chính                                                                                    |
| Mã    | Tên phường  | Số lượng      | Danh sách                                                                                     |
| ----- | ----------- | ------------- | --------------------------------------------------------------------------------------------- |
| 15913 | Tào Xuyên   | 11 tổ dân phố | 1, 2, 3, 4, 5, Nghĩa Sơn 1, Nghĩa Sơn 2, Phượng Đình 1, Phượng Đình 2, Thành Khang, Yên Vực 1 |
| 15922 | Long Anh    | 8 tổ dân phố  | 1, 2, 3, 4, Nhữ Xá 1, Quan Nội 1, Quan Nội 2, Quan Nội 3                                      |
| 15925 | Hoằng Quang | 7 thôn        | Nguyệt Viên 1, Nguyệt Viên 2, Nguyệt Viên 3, Phù Quang, Vĩnh Trị 1, Vĩnh Trị 2, Vĩnh Trị 3    |
| 15970 | Hoằng Đại   | 6 thôn        | Cát Lợi, Đồng Tiến, Hạnh Phúc, Kiều Tiến, Quang Hải, Sơn Hà                                   |